# 別れたら好きな人 (漫画)
『別れたら好きな人』（わかれたらすきなひと）は、週刊漫画アクションで連載されていた赤星たみこによる漫画作品。全2巻。

## あらすじ
夫の浮気が原因で離婚した主人公は、鍼灸院を営む実家に戻りエステティシャンを目指す。ところが、元夫の勤めていた証券会社が倒産し、元夫が主人公の実家に転がり込んできた。
そこへ元夫の浮気相手の嫌がらせなどいろいろなことが起こり…。
離婚後の男女関係をコミカルに描く。

## 登場人物
小泉百会
主人公。鍼灸院の一人娘。夫の浮気で離婚し、実家に戻るが…。
細川要
主人公の別れた夫。勤務先の証券会社が倒産したことに伴い百会の実家に転がり込む。
小泉湧泉
主人公の父・鍼灸師。頑固親父。
小泉照海
主人公の母。しっかり者。
篠原美乃
要の浮気相手。幼少の頃、夜尿症治療のため訪れた百会の実家の鍼灸院で百会におねしょをからかわれて以来、彼女を憎んでいる。
藤本孝志

細川艶子

## 1999年のテレビドラマ版
1999年1月6日から同年3月17日までテレビ東京系で放送された。放送時間は毎週水曜20:00 - 20:54 (JST) 。全10話。同じ題名の2015年のテレビドラマ（東海テレビ昼ドラマ）との関連はない。

### キャスト
- 小泉百会 - 斉藤由貴
- 細川要 - 中山秀征
- 小泉湧泉 - 蟹江敬三
- 小泉照海 - 山本陽子
- 篠原美乃 - 白島靖代
- 藤本孝志 - 高知東生
- 細川艶子 - 山口果林
- 島崎薫 - 桜井明美
- 筒井康隆
- 大竹一樹

### サブタイトル
1. 明かされる夫婦の謎!夫の言い訳vs妻の直感!あなたは元夫・元妻といっしょに暮らせますか?
2. エステ妻はさすらいの必殺ハリ師だった
3. 同居離婚の元夫婦にスッチー&姉の来襲
4. どっちが大事?自分の夢と親
5. 人生最悪の24時間
6. 美人温泉女将対決
7. できちゃった再婚!?で新商売!
8. 出張ハリステ!気持ちいい刺激を自宅で
9. 大物歌手も華麗に復活!新商売が大繁盛
10. 愛の大逆転!本当のベストパートナーは

### スタッフ
- 脚本 - 梅田みか、渡辺典子、秦建日子
- 演出 - 赤羽博
- プロデューサー - 都築博（テレビ東京）、川島永次
- 主題歌 - After me「明日の向こう」
- 製作 - テレビ東京、ホリプロ

### 放映ネット局
- TX テレビ東京（制作局）
- TVh テレビ北海道
- TVA テレビ愛知
- TVO テレビ大阪
- TSC テレビせとうち
- TVQ TXN九州（現:TVQ九州放送）